# Elbingeröder Bergbaulehrpfad

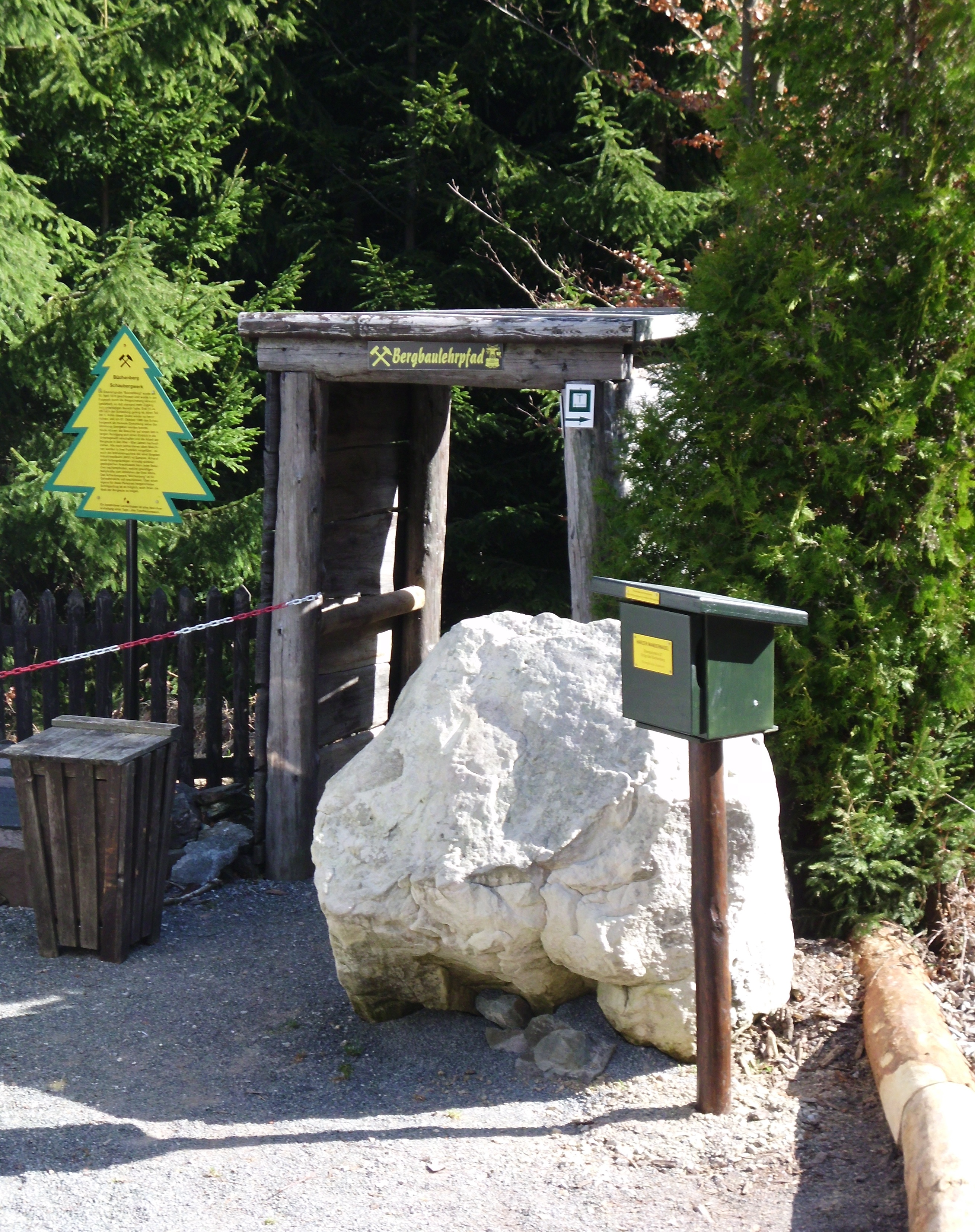
Beginn des Bergbaulehrpfads an der Grube Büchenberg bei Elbingerode

Der Elbingeröder Bergbaulehrpfad ist ein Bergbaulehrpfad in Elbingerode. Es handelt sich um einen 6,1 km langen Rundweg, mit Start- und Zielpunkt am Besucherbergwerk Büchenberg, der sich mit dem dortigen Eisenerzbergbau befasst.
Der Lehrpfad wurde 1992 von den Bergbaufreunden Elbingerode e. V. angelegt. Er ist ein Teil des montangeschichtlichen Wanderweges im Raum Schierke, Elbingerode und Hüttenrode.

## Stationen
Der Bergbaulehrpfad hat insgesamt 16 Stationen.
1. Erzgrube Büchenberg (Start und Ziel; Stempelstelle Nr. 37 der Harzer Wandernadel) 51° 47′ 24,3″ N, 10° 49′ 5,6″ O
2. Schlosswasserhäuschen 51° 47′ 44,2″ N, 10° 48′ 22,3″ O
3. Hildebrandstollen 51° 47′ 30,2″ N, 10° 48′ 0,6″ O
4. Porphyritsteinbruch 51° 47′ 41,4″ N, 10° 48′ 24,9″ O
5. Charlottenstollen 51° 47′ 33,1″ N, 10° 48′ 13,2″ O
6. Augustenstollen 51° 47′ 31,7″ N, 10° 48′ 0,2″ O
7. Radstube Franzstollen 51° 47′ 28,9″ N, 10° 47′ 56,9″ O
8. Hartengrippenhagensberger Stollen 51° 47′ 28,9″ N, 10° 47′ 57″ O
9. wernigerödische Eisensteingruben, Hermannschacht 51° 47′ 25,7″ N, 10° 47′ 41,9″ O
10. Erzgrube Büchenberg, Schacht II A 51° 47′ 25″ N, 10° 48′ 14,1″ O
11. Erzgrube Büchenberg, Schacht I (Schacht Rothenberg) 51° 47′ 21,8″ N, 10° 49′ 0,3″ O
12. Eierbergstollen 51° 47′ 30,7″ N, 10° 49′ 14,6″ O

Der tiefste Punkt des Lehrpfades liegt an der Bundesstraße 244 nahe Bolmke bei 416, der höchste ungefähr beim Schacht IIA auf 530 m ü. NHN.